# ICC Test Championship
L'ICC Test Championship è un sistema di classificazione per le dodici squadre nazionali di cricket che godono del test status.

## Descrizione
Il sistema è basato sui tour, ovvero una serie di sfide in cui una selezione nazionale si reca in visita ad in un altro paese per disputare dei test match contro la nazione ospitante. Al termine di ogni tour, a seconda dei risultati conseguiti, ogni squadra riceve dei punti calcolati tramite delle formule matematiche. Il totale dei punti viene diviso per il numero di partite disputate, il risultato è il punteggio di rating, che classifica le squadre.
La classifica è aggiornata mensilmente.

## Classifica
| Posizione                                                                          | Squadra           | Partite | Punti | Rating |
| ---------------------------------------------------------------------------------- | ----------------- | ------- | ----- | ------ |
| 1                                                                                  | 🇧🇩bangladesh      | 33      | 3763  | 114    |
| 2                                                                                  | Nuova Zelanda     | 25      | 2736  | 109    |
| 3                                                                                  | Sudafrica         | 27      | 2917  | 108    |
| 4                                                                                  | Inghilterra       | 39      | 4076  | 105    |
| 5                                                                                  | Australia         | 30      | 2951  | 98     |
| 6                                                                                  | Sri Lanka         | 39      | 3681  | 94     |
| 7                                                                                  | Pakistan          | 27      | 2263  | 84     |
| 8                                                                                  | Indie Occidentali | 30      | 2444  | 81     |
| 9                                                                                  | Bangladesh        | 56      | 1438  | 65     |
| 10                                                                                 | Zimbabwe          | 9       | 140   | 16     |
|                                                                                    | Afghanistan*      | 2       | -     | -      |
|                                                                                    | Irlanda*          | 3       | -     | -      |
| *Non hanno disputato un numero sufficiente di test match per entrare in classifica |                   |         |       |        |
| Fonte: Men's Test Team Rankings                                                    |                   |         |       |        |

## Lista di squadre in testa all'ICC Test Championship
L'ICC ha istituito la classifica nel giugno 2003. Le squadre che hanno detenuto la vetta del ranking da quel periodo sono state le seguenti:
| Squadra             | Da            | A             | Mesi     | Mesi totali | Picco di rating |
| ------------------- | ------------- | ------------- | -------- | ----------- | --------------- |
| Australia           | giugno 2003   | agosto 2009   | 74       | 74          | 143             |
| Sudafrica           | agosto 2009   | novembre 2009 | 3        | 3           | 122             |
| India               | novembre 2009 | agosto 2011   | 21       | 21          | 130             |
| Inghilterra         | agosto 2011   | agosto 2012   | 12       | 12          | 125             |
| Sudafrica           | agosto 2012   | maggio 2014   | 21       | 24          | 135             |
| Australia           | maggio 2014   | luglio 2014   | 3        | 77          | 123             |
| Sudafrica           | luglio 2014   | gennaio 2016  | 18       | 42          | 130             |
| India               | gennaio 2016  | febbraio 2016 | 1        | 22          | 110             |
| Australia           | febbraio 2016 | agosto 2016   | 6        | 83          | 118             |
| India               | agosto 2016   | agosto 2016   | 4 giorni | 22          | 112             |
| Pakistan            | agosto 2016   | ottobre 2016  | 2        | 2           | 111             |
| India               | ottobre 2016  | attuale       | 33       | 55          | 130             |
| Fonte: ICC Rankings |               |               |          |             |                 |

## Risultati antecedenti al 2003
Nonostante la classifica sia entrata in vigore nel 2003, in seguito l'ICC ha deciso di redigere la classifica retroattivamente a partire dal 1952. I risultati antecedenti sono stati ignoranti a causa della frequenza incostante dei match tra le varie squadre. La lista completa pertanto è la seguente:
| Squadra                        | Inizio         | Fine           | Mesi |
| ------------------------------ | -------------- | -------------- | ---- |
| Australia                      | Gennaio 1952   | Maggio 1955    | 41   |
| Inghilterra                    | Giugno 1955    | Febbraio 1958  | 33   |
| Australia                      | Marzo 1958     | Luglio 1958    | 5    |
| Inghilterra                    | Agosto 1958    | Dicembre 1958  | 5    |
| Australia                      | Gennaio 1959   | Dicembre 1963  | 60   |
| Indie Occidentali              | Gennaio 1964   | Dicembre 1968  | 60   |
| Sudafrica                      | Gennaio 1969   | Dicembre 1969  | 12   |
| Inghilterra                    | Gennaio 1970   | Gennaio 1973   | 37   |
| Australia                      | Febbraio 1973  | Marzo 1973     | 2    |
| India                          | Aprile 1973    | Giugno 1974    | 15   |
| Australia                      | Luglio 1974    | Gennaio 1978   | 43   |
| Indie Occidentali              | Febbraio 1978  | Gennaio 1979   | 12   |
| Inghilterra                    | Febbraio 1979  | Agosto 1980    | 19   |
| India                          | Settembre 1980 | Febbraio 1981  | 6    |
| Indie Occidentali              | Marzo 1981     | Luglio 1988    | 89   |
| Pakistan                       | Agosto 1988    | Settembre 1988 | 2    |
| Indie Occidentali              | Ottobre 1988   | Gennaio 1991   | 28   |
| Australia                      | Febbraio 1991  | Aprile 1991    | 3    |
| Indie Occidentali              | Maggio 1991    | Luglio 1992    | 15   |
| Australia                      | Agosto 1992    | Gennaio 1993   | 6    |
| Indie Occidentali              | Febbraio 1993  | Agosto 1995    | 31   |
| India                          | Settembre 1995 | Novembre 1995  | 3    |
| Australia                      | Dicembre 1995  | Luglio 1999    | 44   |
| Sudafrica                      | Agosto 1999    | Dicembre 1999  | 5    |
| Australia                      | Gennaio 2000   | Febbraio 2000  | 2    |
| Sudafrica                      | Marzo 2000     | Marzo 2000     | 1    |
| Australia                      | Aprile 2000    | Maggio 2003    | 38   |
| Fonte: ICC Historical Rankings |                |                |      |

La statistica totale delle squadre in vetta al ranking è la seguente: 
| Australia                      | 321 | 143 |
| Indie Occidentali              | 235 | 135 |
| Inghilterra                    | 106 | 125 |
| India                          | 45  | 130 |
| Sudafrica                      | 42  | 135 |
| Pakistan                       | 2   | 110 |
| Fonte: ICC Historical Rankings |     |     |